# Чесноки (Курганская область)
Чесноки — село в Кетовском районе Курганской области России. Административный центр и единственный населённый пункт Чесноковского сельсовета.

## География
Село находится в центральной части области, в пределах юго-западной части Западно-Сибирской равнины, в лесостепной зоне, на берегах реки Чесноковка, на расстоянии примерно 25 километров (по прямой) к юго-западу от села Кетово, административного центра района. Абсолютная высота — 105 метров над уровнем моря.
Климат
Климат характеризуется как резко континентальный, с холодной продолжительной малоснежной зимой и тёплым сухим летом. Среднегодовая температура — −1 °C. Средняя температура воздуха самого холодного месяца (января) составляет −17,9 °C (абсолютный минимум — −49,7 °С); самого тёплого месяца (июля) — 19,3 °C (абсолютный максимум — 40,5 °С). Безморозный период длится 117 дней. Годовое количество атмосферных осадков — 329 мм, из которых 229 мм выпадает в период с мая по сентябрь. Продолжительность периода с устойчивым снежным покровом равна 145 дням.

## Население
| 1989 | 2002 | 2010 | 2012 | 2013 | 2014 | 2015 |
| ---- | ---- | ---- | ---- | ---- | ---- | ---- |
| 640  | ↘625 | ↘563 | ↗576 | ↘559 | ↗570 | →570 |
| 2016 | 2017 | 2018 | 2019 | 2020 |      |      |
| ↘548 | ↘532 | ↗533 | ↘529 | ↘515 |      |      |

Гендерный состав
По данным Всероссийской переписи населения 2010 года в гендерной структуре населения мужчины составляли 47,4 %, женщины — соответственно 52,6 %.
Национальный состав
Согласно результатам Всероссийской переписи населения 2002 года, в национальной структуре населения русские составляли 98 %.